# حديقة أوينو
حديقة أوينو (باليابانية: 上野公園 أوينو كوين) هي حديقة عامة تقع في أوينو، طوكيو، اليابان. أقيمت حديقة أوينو في موقع كان-إيه-جي المعبد البوذي الذي ترافق مع شوغون توكوغاوا الذي بني لحماية قلعة إدو من الشمال الغربي، وقد تدمر هذا المعبد أثناء حرب بوشين.
تأسست حديقة أوينو بعد منح الأرض من قبل الإمبراطور تايشو إلى حكومة طوكيو عام 1924، ولهذا فإن الاسم الرسمي لحديقة أوينو هو «أوينو أونشي كوين» (上野恩賜公園) والتي تعني «حديقة الهبة الإمبراطورية أوينو».
يقع ضمن حديقة أوينو أشهر ثلاث متاحف في طوكيو واليابان وهي متحف طوكيو الوطني، المتحف الوطني للعلوم، والمتحف الوطني للفنون الغربية بالإضافة إلى بعض المعابد.